# Mora (fonologia)
La mora és una unitat de so usada en fonologia que determina el pes sil·làbic en algunes llengües; és la unitat superior al segment i inferior a la síl·laba, i és la unitat rítmica bàsica en japonès. El nom ve de la paraula llatina que designa la dilació i per a traduir la paraula grega χρόνος (khronos) en el sentit que se li dona a la mètrica. Precisament, en la prosòdia llatina, la mora era la unitat mínima de mesura del ritme, que correspon a una síl·laba breu. A les llengües on el pes sil·làbic no és rellevant, el concepte de mora es confon amb el de síl·laba.